# Ерншельдсвік
Ерншельдсвік (швед. Örnsköldsvik) — місто у Швеції в області Онгерманланд, адміністративний центр Ерншельдсвікської комуни Вестерноррландського лена.
Населення — 28 617 осіб (2006).
Ерншельдсвік засновано 1894 року. У ньому розвинена машинобудівна промисловість, є музей та філія університету Середньої Швеції.

## Географія
Ерншельдсвік розташований неподалік від узбережжя Високий берег, яке за рішенням ЮНЕСКО занесено до списку Всесвітньої спадщини і має третій найдовший підвісний міст у Європі, міст Höga Kusten. Місто розташоване приблизно за 100 км на південь від Умео і за 550 км на північ від Стокгольма.

## Спорт та відпочинок
Взимку популярним є катання на лижах. У місті базується хокейний клуб МОДО

## Відомі особистості
- Петер Форсберг
- Маркус Неслунд
- Даніель Седін
- Генрік Седін
- Віктор Гедман
- Мортен Гаґстрем
- Томас Гааке